# Gentrifikace
Gentrifikace je označení pro lokální sociálně-kulturní změny, které jsou důsledkem toho, když bohatší lidé nakupují nemovitosti k bydlení v dosud méně prosperujících společenstvích.
V návaznosti na gentrifikaci roste průměrný příjem a klesá průměrná velikost rodiny ve společenství, což může vést k vytlačení nízkopříjmových vrstev obyvatelstva (z důvodu zvýšeného nájemného, vyšší ceny domů a vyšší daně z vlastnictví). Tento typ populační změny snižuje průmyslové využití půdy, která ustupuje využití pro obchod a bydlení. Kromě toho se do dříve zanedbaných oblastí stahují nové podniky, zaměřující se na bohatší základnu spotřebitelů, což dále snižuje dostupnost služeb pro méně majetné původní obyvatele.
Opačným procesem gentrifikace je suburbanizace.

## Původ termínu
Původ slova gentrifikace je odvozen od anglického termínu "gentry". Termín v angličtině označuje vyšší venkovskou třídu. Jako první gentrifikaci pojmenovala socioložka Ruth Glass v 60. letech minulého století na příkladu přeměny dělnických čtvrtí Londýna. Tímto termínem poukazovala na praxi nově se přistěhovavší střední vrstvy, která rozsáhle investovala do svých nově nakoupených nemovitostí a pociťovala nadřazenost nad původním obyvatelstvem.

## Proces a jeho důsledky
Gentrifikace je označení procesu sociálně-kulturních změn, ke kterým dochází v důsledku renovace a přeměn obytného prostředí některých městských čtvrtí. Jedná se o specifický sub-formát revitalizace.
Gentrifikační proces se pojí se sociální a symbolickou proměnou místa a se změnou statusu tohoto místa. Nejvýrazněji se postupná gentrifikace městských území projevuje v přeměně zástavby. Staví se nové budovy, stávající budovy jsou přestavovány na luxusní bydlení, industriální stavby jsou přestavovány na obytné a kancelářské prostory a objevují se další komerční prostory. Tato proměna čtvrtí způsobuje postupné vytlačování a nahrazování původního obyvatelstva příjmově silnějšími vrstvami. V širším a přeneseném smyslu lze gentrifikaci chápat jako pronikání členů vyšší kultury (třídy) do prostoru typického pro kulturu (třídu) nižší, což vede k významným prostorovým, sociálním i ekonomickým změnám cílového prostoru.
Jedním z důsledků je rozšiřování a zlepšení životních podmínek pro stávající obyvatele, obměňuje se síť obchodů a služeb, struktura jejich sortimentu, v další fázi jsou vybudována místa zahrnující produkci, spotřebu, bydlení, rekreaci a zábavu. Důsledkem přílivu nového, ekonomicky silnějšího obyvatelstva a komerčních aktivit je však zvyšování stávajících nákladů na život, což může vést k vymístění ekonomicky slabšího obyvatelstva či k rozšíření pocitu odcizení.

### Typičtí gentrifikanti
Typickými gentrifikanty jsou majetní pracovníci terciárního sektoru nebo soukromí podnikatelé, kteří jsou schopní a ochotní riskovat na trhu s nemovitostmi. Často to bývají svobodní lidé nebo mladé, bezdětné páry, které nepotřebují žít v okolí dobrých škol. Povětšinou již bydlí ve městě, nechtějí se stěhovat na předměstí a shánějí levné bydlení blízko zaměstnání. Právě proto není gentrifikace výsledkem návratu do města, ale spíše snahou zůstat v něm.
Typičtí gentrifikanti také sdílejí spotřebitelské preference a upřednostňují vysoce konzumní kulturu, a proto gentrifikaci často doprovází rapidní expanze moderních restaurací, obchodů a zábavní sféry. H. Briavel Holcomb a Robert A. Beauregard popsali skupiny těchto lidí jako ty, jež jsou přitahovány nízkými cenami a tolerancí pro nekonvenční životní styl.
Důležitými skupinami jsou například svobodné matky a umělci.

#### Ženy
Díky stále vyššímu vzdělání a lépe placeným pracovním pozicím mnoha žen, které se tak mohou neustále více projevovat na pracovním trhu, se také zvětšuje skupina žen schopných využít příležitosti investovat do nemovitosti. Neil Smith tvrdí, že tato skupina je rezervoárem potenciálních gentrifikantů. A jeho teorii potvrzuje fakt, že bydlení ve městě umožňuje navazování pracovních kontaktů a lepší přístup k dobře placeným pozicím stále větší skupině vzdělaných žen.
Existují také teorie, které tvrdí, že městský styl života je důležitý pro matky, kterým nepomáhá otec dítěte, protože bydlení v centru města jim zajišťuje přístup k profesionální péči o jejich dítě. To do centra přitahuje svobodné rodiče, konkrétně svobodné matky, neboť hustota osídlení zvyšuje jejich efektivitu tím, že minimalizuje čas strávený na cestách mezi prací, nákupy a domovem.

#### Umělci
Dvoufázový model gentrifikace Philipa Claye popisuje umělce jako typické marginální neboli rané gentrifikanty. Americká státní agentura NEA (The National Endowment for the Arts) provedla studii, která našla spojitost mezi podílem zaměstnaných umělců a mírou gentrifikace napříč různými městy Spojených států.
Umělci přijímají risk spojený s obnovou upadající nemovitosti a zároveň mají čas a schopnosti tyto renovace provést. Ley říká, že umělecký, kritický pohled na svět a jejich hledání významu života z nich dělá dobré potenciální gentrifikanty.

### Smithova teorie gentrifikace
Smithův teoretický příspěvek dodává impuls, který přenesl diskuze o gentrifikaci z původních empiricky založených výzkumů, doprovázených především popisnými studiemi procesu a pokusy o dílčí, vzájemně neprovázaná vysvětlení, do etapy teoreticky ukotvených pokusů o celkovější vysvětlení tohoto fenoménu.
Hlavní roli přiřazuje producentům, druhotnou roli pak spotřebitelům. Spotřebitelé nicméně i přesto zůstávají důležitými při procesu, a tedy i vysvětlování, proč dochází k gentrifikaci. Ve výsledku hrají významnou roli při revitalizaci čtvrtí.

#### Rent gap
Tento termín označuje rozdíl mezi maximální potenciální hodnotou pozemku a současnou hodnotou v chátrající oblasti města. Stavební podnikatelé levně kupují pozemky, zaplatí stavební náklady na rehabilitaci objektu a také zaplatí úroky uvalené na hypotéku a půjčku a poté prodají zhodnocený majetek za cenu, která podnikateli přinese uspokojivý výdělek. Vyvrcholením Smithovy teorie gentrifikace je potom tedy přímé uplatnění rent gapu. V momentě, kdy dojde k takovému rozdílu, že jsou zaručeny zisky z rehabilitace dané oblasti města, stavební podnikatelé začínají rehabilitovat domovní fond a následně dochází ke gentrifikaci.

## Gentrifikace v českých městech

### Praha
Gentrifikace se v Praze rozvinula jen v menších částech centra, a to hlavně na Vinohradech, na Malé Straně, v Holešovicích a Karlíně. Specifickým znakem pro Prahu je to, že proces gentrifikace byl urychlován zahraničními developery, kteří získávali pozemky od původních vlastníků. Ti většinou nabyli tyto pozemky v rámci restituce. Dalším rozdílem od západních měst je též to, že hlavní skupinou tzv. gentrifikantů (obyvatelé, kteří uskutečňují gentrifikaci) jsou cizinci.

### Ostrava
Po roce 1948 komunističtí představitelé města vkládali veškeré své úsilí do výstavby velkých sídlišť. Zpočátku se jednalo o vysoce architektonicky hodnotnou výstavbu v Porubě ve stylu socialistického realismu, od šedesátých let se však v důsledku ekonomických problémů východního bloku přešlo na rozsáhlou panelovou výstavbu. Lidé se začali stěhovat do nových sídlišť, zatímco některé historické části Ostravy (zejména Přívoz a Vítkovice) ztrácely na atraktivitě a začalo v nich převažovat chudší obyvatelstvo. Po revoluci se situace v důsledku suburbanizace začala ještě zhoršovat. Kriminalita zde byla na alarmující úrovni. Zlom nastal po přelomu nového tisíciletí, kdy se v Ostravě vyvinul silný patriotismus, obyvatelé se přestali za své město stydět a začali se více zajímat o jeho historii. Do té doby nemyslitelné lokality jako Jubilejní kolonie (zde již proces úspěšně skončil, dnes jedna z nejžádanějších lokalit Ostravy), Vítkovice postavené v britském stylu či secesní část Přívozu začaly být díky své historii a architektuře opět pro majetnější obyvatelstvo atraktivní. Známá je rovněž Stodolní ulice, která se v dobách komunistického režimu stala sociálně vyloučenou lokalitou. Dnes to je ulice plná barů a restaurací. Problémem zůstává vymírající centrum bez života. Vzniklo několik spolků a sdružení snažících se na tento problém upozornit a najít nějaké účinné řešení, avšak zatím bez úspěchu. Řešením by mohly být obchody nabízející netradiční zboží a přeměna kanceláří na byty.

## Klimatická gentrifikace
Gentrifikace může vznikat i z důvodů současné změny klimatu – v případě obav o růst hladin moří nebo jen častější záplavy v důsledku častějších výkyvů počasí v důsledku změny klimatu se v některých přímořských městech objevilo vykupování pozemků podle nadmořské výšky.
Příkladem může být relativně chudá čtvrť Little Tahiti ve floridském Miami, která leží 3 stopy (cca 90 cm) výše než vysoce ceněné bohaté čtvrti města. Little Tahiti se nyní těší zájmu místních bohatých rezidentů ale i investorů nejen z USA, ale např. z Číny.